# Hemipus
Hemipus là một chi chim theo truyền thống xếp trong họ Campephagidae. Tuy nhiên, một số phân tích gần đây cho thấy nó có quan hệ họ hàng gần với Tephrodornis và cả hai chi này gần đây được xếp trong họ Vangidae.

## Các loài
- Hemipus hirundinaceus
- Phường chèo đen (Hemipus picatus)